# علي بن فليس
علي بن فليس (8 سبتمبر 1944 بباتنة الجزائر) سياسي جزائري. رئيس سابق للحكومة الجزائرية  ، وهو رجل قانون في سلك القضاء فالمحاماة وتولى وزارة العدل(1988-1991) . ترشح للانتخابات الرئاسية الجزائرية لعام 2004 و عام 2014 والتي لم يفز بأي منهما ثم في رئاسيات 2019 والتي خسرها بعد ان جاء بالمركز الثالث بنسبة 10.55 في المائة.  أمين عام سابق لحزب جبهة التحرير الوطني (2001-2004) . متزوج وأب لأربعة أولاد.

## الولادة والنشأة
ولد السيد علي بن فليس في 8 سبتمبر 1944 بباتنة، في الأوراس، من عائلة ثورية جزائرية، فهو ابن شهيد وأخ شهيد فقدهما وهو لم يتجاوز سن الثالثة عشر.
درس الطور الابتدائي في باتنة وواصل دراسته بقسنطينة في الطور الثانوي بثانوية حيحي المكي وحصل منها على شهادة البكالوريا (الثانوية العامة). ثم التحق بكلية الحقوق والعلوم الاقتصادية بالجزائر العاصمة ليتخرج فيها عام 1968 حاملا شهادة الليسانس.

## مشواره المهني
شغل بن فليس منصب قاض بمحكمة البليدة في أكتوبر 1968، ثم أصبح قاضيا منتدبا بالإدارة المركزية في وزارة العدل حيث كان مديرا فرعيا مكلفا بالطفولة الجانحة من ديسمبر 1968 إلى نهاية 1969.
ثم تقلد وظيفة وكيل الجمهورية لدى محكمة باتنة من 1969 إلى 1971 قبل أن يرقى إلى وظيفة نائب عام لدى مجلس قضاء قسنطينة في سنة 1971 و هي الوظيفة التي شغلها إلى سنة 1974 تاريخ التحاقه بسلك المحاماة.
مارس بن فليس مهنة المحاماة بمدينة باتنة، وانتخب نقيبا لمنظمة محامي منطقة باتنة ما بين 1983 إلى 1985. وفي نفس الفترة كان عضو اللجنة التنفيذية والمجلس الوطني للمنظمة الوطنية للمحامين. وفي سنة 1987 انتخب للمرة الثانية نقيبا لمحامي باتنة حتى سنة 1988.
في سنة 1988 اختير علي بن فليس وزيرا للعدل، واحتفظ بهذا المنصب خلال فترة ثلاث حكومات متتالية (حكومة قاصدي مرباح، وحكومة مولود حمروش، وحكومة سيد أحمد غزالي).

## مشواره السياسي
انتخب في ديسمبر 1989 عضوا في اللجنة المركزية والمكتب السياسي لحزب جبهة التحرير، وترشح ضمن قائمة حزب الجبهة في انتخابات 1991 مع منافسيه في الجبهة الإسلامية للإنقاذ فهزم في دائرة باتنة وترشح ضمن قائمة حزب الجبهة في انتخابات 5 يونيو 1997 بولاية باتنة حيث فازت لائحته بأربعة مقاعد من ضمن 12 مخصصة للولاية. وفي شهر مارس 1998 أعيد انتخابه عضوا في اللجنة المركزية والمكتب السياسي لحزب جبهة التحرير وكلف بالعلاقات مع المجلس الشعبي الوطني (البرلمان).
برز السيد علي بن فليس في المجال السياسي حيث انتخب في شهر ديسمبر 1989 عضوا في اللجنة المركزية وفي المكتب السياسي لحزب جبهة التحرير الوطني، كما حظي بتزكية الحزب له في عضوية المكتب السياسي بإعادة انتخابه على التوالي في 1991 و 1996 و 1998 و 2000.
و قد تم انتخابه على رأس الحزب، بصفته أمينا عاما، في 20 سبتمبر 2001، وأعيد انتخابه في هذا المنصب في المؤتمر الثامن المنعقد في 18-19-20 مارس 2003.
تم انتخابه أمينا عاما لجبهة التحرير الوطني في سبتمبر/ أيلول 2003 خلفا لبوعلام بن حمودة. وقد أعلنت الجبهة عن عزمها ترشيح بن فليس لرئاسيات أبريل 2004 على الرغم من ميل ما يمسى بالحركة التصحيحية (جناح من الجبهة موال للرئيس بوتفليقة) إلى الرئيس الجزائري بوتفليقة. وقد جمد القضاء الجزائري نشاط الجبهة في 30 ديسمبر 2003.
تقلد السيد علي بن فليس فيما بعد على التوالي مناصب الأمين العام لرئاسة الجمهورية ومدير ديوان رئاسة الجمهورية.
توارى عن الأنظار بعد التزوير الفاضح في الانتخابات الرئاسية 2004 وانسحب من حزب جبهة التحرير الوطني على إثر عدالة الليل التي حيكت ضده وبقي مراقبا للأوضاع على كثب، ليعود من جديد بعد عشر سنوات قبيل الانتخابات الرئاسية 2014 حيث دعاه أنصاره ومحبوه إلى الترشح مرة أخرى ليفرض منطق التغيير الذي جاء يحمله هو وبرنامجه التجديد الوطني، فترشح لرئاسيات 2014 وجاب كل ولايات الوطن مناديا بالتغيير وإصلاح المنظومة السياسية الحالية واستقلال القضاء ولكن إرادة السلطة الحالية في بقاء مرشحها ولو بالتزوير حال دون فوزه، أنشأ مع مجموعة من الأحزاب التي ساندته في حملته الانتخابية الأخيرة قطبا سمي قطب القوى من أجل التغيير في الجزائر ليقرر بعد ذلك وبإلحاح من مسانديه إنشاء حزب سياسي سماه طلائع الحريات.

## رئاسة الوزراء
تولى رئاسة الوزراء لثلاث مرات
- الأولى من 26 أغسطس 2000 إلى غاية 31 مايو 2001.فقد تقلد رئاسة الحكومة خلفا لأحمد بن بيتور [4] أي في فترة حكم عبد العزيز بوتفليقة.

عين مجددا في هذا المنصب في شهر يونيو 2002 و أنهيت مهامه في شهر مايو 2003.
- الثانية تقلد السلطة من 31 مايو 2001 إلى غاية 4 يونيو 2002.[6]،
- الثالثة تولى السلطة من 4 يونيو 2002 إلى غاية 5 مايو 2003. بعد إعادة الثقة في علي بن فليس وإعادة تعينه في 4 يونيو 2002[7] الرئيس عبد العزيز بوتفليقة يرسم الحكومة في 17 جوان 2002.[8]

## مؤلفــــاته
له مؤلّفان، الأوّل مُخصّص لوالده وشقيقه اللذين اختطفهما وعذبهما الجيش الاستعماري إلى حد الموت عام1957، كما يعرض الكتاب لتسعة شهداء من أفراد أسرته.
.
أمّا مؤلّفه الثاني، فقد خُصِّص لبعض أساتذته على سبيل العرفان والامتنان والتقدير.
كما تقدم كذلك بنشر كتابه المسمى «الكتاب الأبيض» والذي تطرق فيه إلى التزوير الفاضح الذي شاب الانتخابات الرئاسية 2014 وقدم عديد الأدلة التي تؤكد وقوع تزوير متعمد كان من ورائه ما سماه ثالوث التزوير والمال المشبوه ووسائل الاعلام المأجورة.
..

## تأسيسه لحزب طلائع الحريات
طلائع الحريات حزب وطني ديمقراطي يسعى لبعث دولة ديمقراطية ترسى فيها دعائم مجتمع الحريات، وتخضع فيها ممارسة المسؤولية لمعايير النزاهة والالتزام، ولكافة أشكال الرقابة والمساءلة والمحاسبة. تم إيداع ملف تأسيسه يوم 21 ديسمبر 2014 على مستوى المصالح المعنية لدى وزارة الداخلية، باسم 288 عضو مؤسس من ولايات الوطن الثماني والأربعين ينتمي هؤلاء إلى كل الشرائح الاجتماعية ويمثلون سائر القطاعات المهنية وجاء اختيار تسمية «طلائع الحريات» من فلسفة الحزب القائمة على تثمين الحريات الفردية والجماعية لبناء دولة الحق والقانون، إلى جانب هدفه بأن يكون دائما في الطليعة.